# Cognac (eau-de-vie)
Pour les articles homonymes, voir Cognac.
Le cognac, ou eau-de-vie de Cognac ou eau-de-vie des Charentes, est une eau-de-vie de vin produite en France dans une région délimitée centrée autour de la ville de Cognac, englobant une grande partie de la Charente, la presque totalité de la Charente-Maritime, et quelques enclaves en Dordogne et dans les Deux-Sèvres. Elle doit respecter des normes et des règles de production bien précises afin de pouvoir obtenir l'appellation « cognac ». Les savoir-faire de l'élaboration du cognac sont inscrits à l'Inventaire du patrimoine culturel immatériel français depuis 2020.

## Zone de production

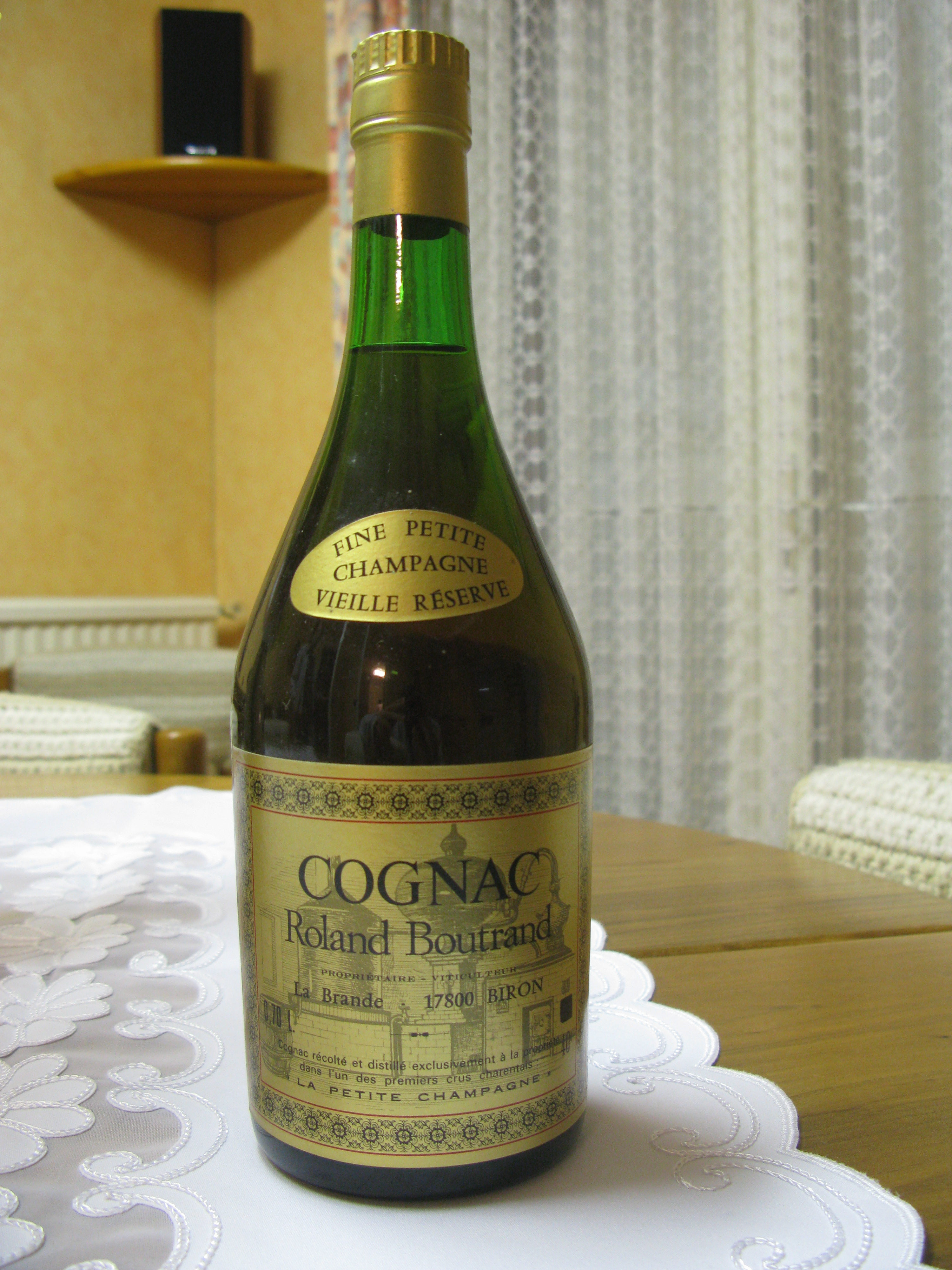
Cognac Petite Champagne.

La zone d'appellation contrôlée est fixée par un décret du 1er mai 1909, à partir des caractéristiques des sols définies par le géologue Henri Coquand en 1860.
Depuis 1938, elle est composée de différents crus :
- Grande Champagne, 1er cru du cognac, dont proviennent les eaux-de-vie les plus fines ;
- Petite Champagne, eaux-de-vie de très grande finesse ;
- Borderies, de maturation plus rapide que la grande et la petite champagne ;
- Fins bois, la plus grande zone de production, eaux-de-vie fruitées ;
- Bons bois, où apparaissent des goûts de terroir ;
- Bois ordinaires ou à terroir, de maturation rapide et aux influences océaniques.

La définition géographique de ces différents crus reposant sur des considérations de terroirs (types de sols, climat...) est fixée par la loi.
Une carte de cette géographie est publiée sous le nom de « carte des crus ».
Outre la Charente en grande partie et la Charente-Maritime en totalité, quelques communes de la Dordogne et des Deux-Sèvres font partie de la zone de production.

### Géologie
Le vignoble charentais est situé sur les couches calcaires d'âges jurassique supérieur et crétacé supérieur, dans la partie septentrionale du Bassin aquitain.
La « Grande Champagne » et la « Petite Champagne » sont sur un terrain calcaire avec comme différence des couches moins épaisses en Petite Champagne qu'en Grande ; la Grande Champagne est située dans le Campanien (d'où son nom). La rive gauche de la Charente est en effet une zone d'âge crétacé avec cuestas, des calcaires du Cénomanien moyen et inférieur, puis une zone du Santonien qui va jusqu'à Segonzac et se poursuit vers le sud par la zone de Campanien.
Une partie des Fins Bois se trouve sur des affleurements de marnes et d'argiles qui datent du Tithonien (anciennement nommé étage portlandien), sur la rive droite de la Charente. Les Borderies sont sur l'étage crétacé.

### Climatologie
Le terroir viticole de Cognac, situé à l'ouest du département de la Charente, a un climat océanique aquitain.
| Mois                              | jan. | fév.  | mars  | avril | mai   | juin  | jui.  | août  | sep.  | oct. | nov. | déc. | année   |
| --------------------------------- | ---- | ----- | ----- | ----- | ----- | ----- | ----- | ----- | ----- | ---- | ---- | ---- | ------- |
| Température minimale moyenne (°C) | 2    | 2,8   | 3,8   | 6,2   | 9,4   | 12,4  | 14,4  | 14    | 12,1  | 8,9  | 4,7  | 2,6  | 7,8     |
| Température moyenne (°C)          | 5,4  | 6,7   | 8,5   | 11,1  | 14,4  | 17,8  | 20,2  | 19,7  | 17,6  | 13,7 | 8,6  | 5,9  | 12,5    |
| Température maximale moyenne (°C) | 8,7  | 10,5  | 13,1  | 15,9  | 19,5  | 23,1  | 26,1  | 25,4  | 23,1  | 18,5 | 12,4 | 9,2  | 17,7    |
| Ensoleillement (h)                | 80   | 103,9 | 153,3 | 184,5 | 204,9 | 239,6 | 276,4 | 248,3 | 199,4 | 159  | 96,8 | 78,8 | 2 024,9 |
| Précipitations (mm)               | 80,4 | 67,3  | 65,9  | 68,3  | 71,6  | 46,6  | 45,1  | 50,2  | 59,2  | 68,6 | 79,8 | 80   | 783,6   |

## Élaboration du Cognac

### Raisin et vin
Le jus de raisin (moût) provient de cépages blancs, principalement de l'ugni blanc mais on trouve aussi du colombard, de la folle-blanche… en petites quantités et depuis 2005 le folignan (de) croisement de l'ugni blanc et de la folle blanche, ou encore le Montils et le Sémillon. Immédiatement après la récolte, le raisin est pressé et le moût est mis à fermenter. La chaptalisation (ajout de sucre) est interdite.
Après 5 à 7 jours, on obtient un vin peu alcoolisé (de l'ordre de 8° à 11°) acide et trouble, peu agréable à boire en l'état (vin de chaudière). C'est la double distillation et le vieillissement en fût de chêne qui le transformera en cognac.

### Distillation charentaise

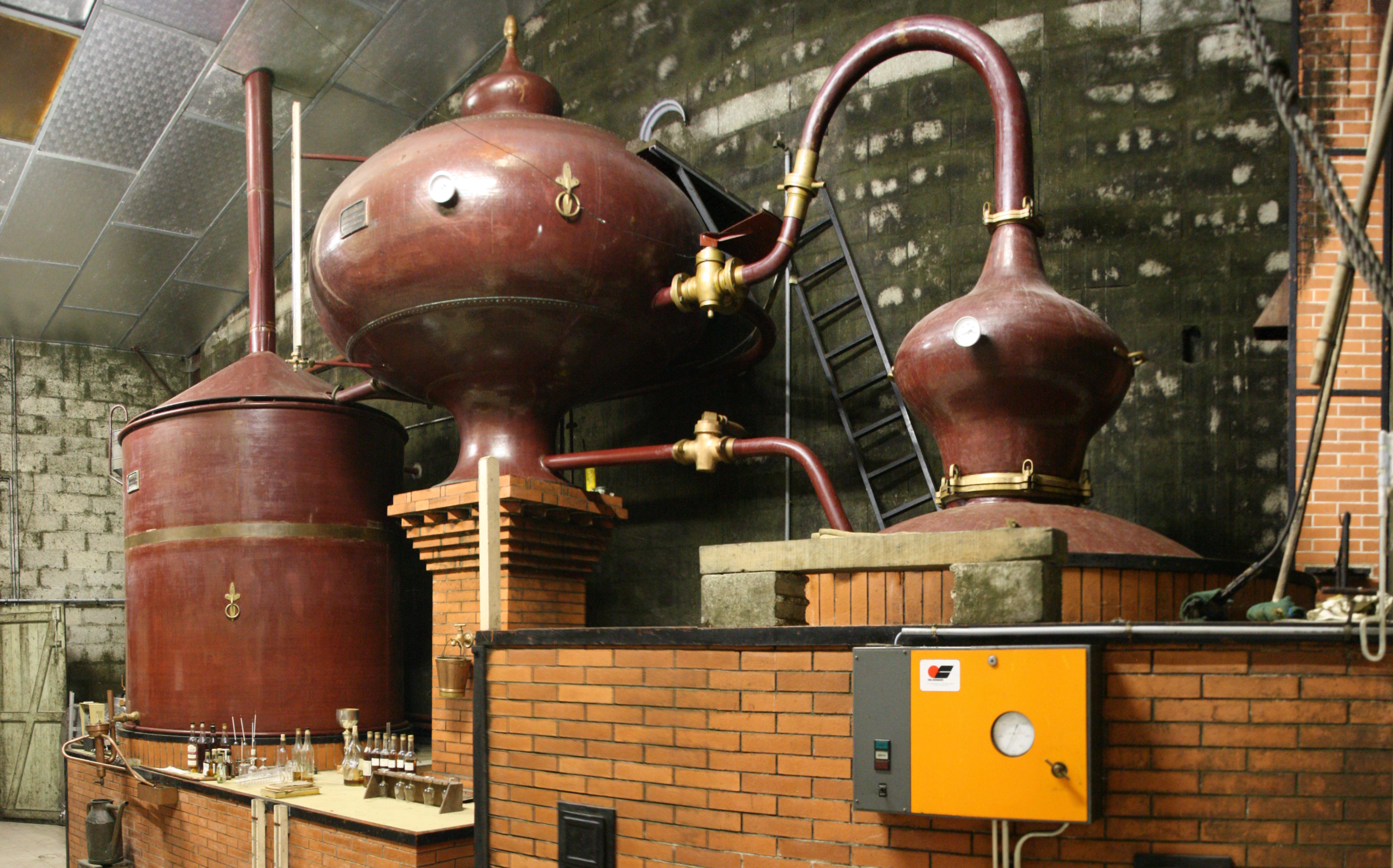
Un alambic charentais

Historiquement, le vin du Cognaçais était simplement distillé pour en assurer la conservation et en faciliter le transport. Le produit obtenu, peu élaboré, était une sorte de brandy. Il était exporté dans le reste du nord de l'Europe à des fins de coupage : en vinant un vin avec une eau-de-vie on améliorait sa capacité de garde.
La double distillation en double-chauffe (distillation charentaise) permet d'obtenir des alcools finement élaborés. Elle s'opère dans un alambic en cuivre, dit « alambic charentais », dont la contenance maximale en vin est réglementée. Le vin et sa lie sont distillés une première fois, c'est la première chauffe. Elle produit le « brouillis », titrant autour de 30 % volumique. Le brouillis est redistillé, c'est la bonne chauffe ; le distillateur sépare, en fonction du degré alcoolique, de son nez et de son savoir-faire, les têtes (premiers condensats), les queues (derniers condensats), les secondes, qui s'ajoutent au brouillis pour être redistillées, et le cœur de chauffe.
Le liquide produit, le cœur, est cristallin, fortement alcoolisé (de 68 à 72 % volumique) et imbuvable en l'état, il est stocké dans des fûts de chêne des forêts de Tronçais et du Limousin et commence son vieillissement, qui va durer deux ans au minimum.

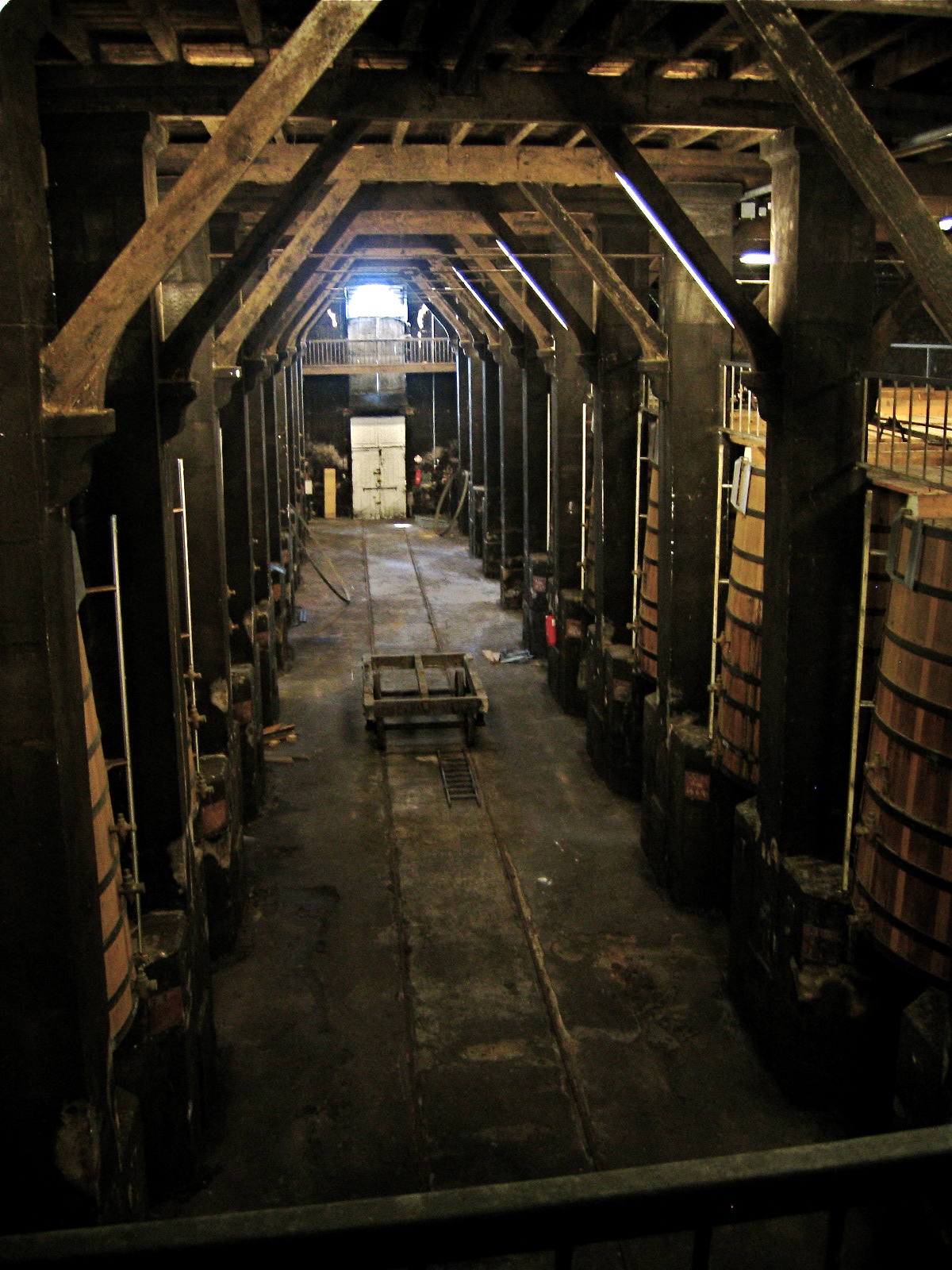
Chais cathédrale des Cognac JG Monnet

Selon la légende, la double distillation fut inventée par le chevalier Jacques de la Croix Maron de Segonzac, homme fort pieux qui fit le rêve que Satan tentait de damner son âme. Il se vit en songe dans le chaudron du Malin ; mais sa foi était si profondément ancrée en lui que son âme résista à une première « cuisson ». Le Malin, pour arriver à ses fins, fut obligé de la soumettre à une deuxième « cuisson ». À son réveil, le chevalier eut l'idée d'appliquer son rêve au vin des Charentes.
La saison de distillation est réglementée et s'arrête le 31 mars de l'année suivant la récolte.

### Vieillissement
Le vieillissement doit durer 2 ans et demi minimum. Il se déroule dans des chais où uniquement des eaux-de-vie de cognac peuvent être stockées.
Les fûts doivent être faits de bois de chêne. Les maîtres de chai choisissent le plus souvent selon le grain souhaité la forêt de Tronçais ou du Limousin.
Les fûts sont neufs ou ne doivent pas avoir contenu autre chose que des eaux-de-vie de cognac.
Ces trois traitements ont un caractère obligatoire.

#### Processus

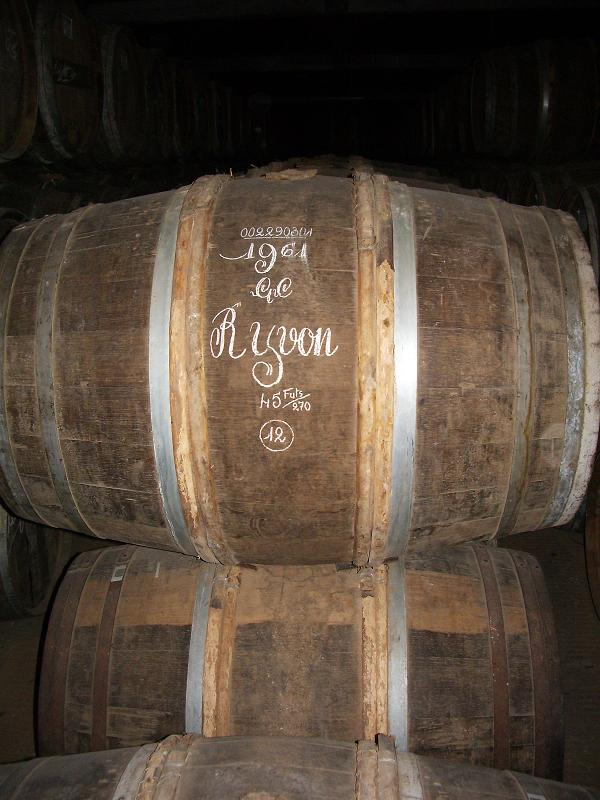
Tonneau d'eau-de-vie 1961 dans les caves Hennessy.

Au cours du vieillissement, des échanges s'opèrent entre le chêne de la barrique, l'eau-de-vie et l'atmosphère. Ces échanges sont indispensables pour transformer l'eau-de-vie en cognac, développer ses parfums et lui donner sa couleur ambrée et des arômes particuliers. Une fois en bouteille, un cognac ne vieillit plus.
Certaines maisons de cognac utilisent des copeaux de chêne (le boisé), pour agir sur le goût ; du colorant caramel (e150) est généralement ajouté afin de normaliser la coloration du produit (un cognac plus âgé est plus sombre, et certains acheteurs, particulièrement asiatiques, sont sensibles à cet aspect).

#### Part des anges
Pendant le vieillissement, une partie de l'alcool s'évapore dans l'atmosphère, c'est la « part des anges ». Elle profite à un champignon microscopique, Baudoinia compniacensis (= Torula compniacensis), qui donne aux murs et aux toits des chais de la région une couleur noire, comme une suie très fine. Les autorités scrutaient d'ailleurs les murs et toits pour vérifier si une demeure ne cachait pas une production clandestine.
Les stocks diminuant chaque année naturellement (environ 2 %), la partie évaporée doit être remplacée par le contenu d'un fût de la même provenance ; cette opération s'appelle « l'ouillage ».

### Réduction et assemblage
L'eau-de-vie ne perdant qu'un degré tous les ans pendant 5 ans puis 1/4 de degré tous les ans, l'opération de réduction consiste à ajouter très progressivement à l'eau-de-vie de l'eau distillée ou déminéralisée pour l'amener plus rapidement au volume alcoolique désiré du cognac commercialisé (40 % vol minimum).
En général, un cognac est un assemblage d'eaux-de-vie de différents âges et qui peuvent provenir de différents crus de la région délimitée.
Un cognac composé des 2 premiers crus (Grande et Petite Champagne), avec au moins 50 % de Grande champagne, est appelé « Fine Champagne ». Il n'est pas rare de trouver des cognacs dont les eaux-de-vie ne proviennent que de « Grande Champagne » mais il est plus difficile de trouver un cognac millésimé, à la différence d'un armagnac ou d'un whisky.
L'âge d'un cognac est l'âge de la plus jeune eau-de-vie qui entre dans l'assemblage. Ainsi, un cognac de dix ans d'âge contient des eaux-de-vie qui ont passé dix ans dans des fûts de chêne mais aussi des eaux-de-vie qui peuvent avoir vieilli pendant 15 ans, 20 ans, ou plus. C'est le maître de chai qui détermine en fonction du goût final à obtenir, les différentes eaux-de-vie et les quantités respectives à assembler.
L'assemblage se déroule dans de grands tonneaux (des foudres), puis le cognac est mis en bouteilles.

### Contrôle et traçabilité
Les normes d'élaboration du cognac sont très strictes, le contrôle du respect de ces normes est confiée au Bureau national interprofessionnel du cognac (BNIC). L’AOC Cognac est quant à elle certifiée par l’organisme certificateur Certipaq. De plus le service de la répression des fraudes (c'est un produit alimentaire) et le service spécialisé du cognac SACI ou secteur d'assiettes des contributions indirectes du service des douanes (à cause des taxes sur les alcools) surveillent ce commerce.

## Histoire du cognac
Au IIIe siècle, l'empereur romain Probus permit aux vignerons gallo-romains de produire eux-mêmes leur vin. Il libéra le vignoble de Saintonge des taxes et permit l'exportation des premières barriques de vin dans tout l'Empire.
Au XVe siècle, le vin de la région est apprécié bien au-delà de son territoire depuis des siècles. Seulement, peu alcoolisé, il voyage mal et arrive souvent « piqué ». De plus il est fortement concurrencé par le vin de Bordeaux et son acheminement est rendu difficile par la guerre de Cent Ans. On décide alors de le distiller pour transporter cette « eau ardente » en barriques le long de la Charente, à destination des royaumes du nord de la Ligue hanséatique. Les Néerlandais raffolent de ce brandewijn (« vin brûlé », d'où le terme anglais brandy et le terme français brandevin), qu'ils boivent coupé d'eau dans les tavernes, les ports, sur leurs bateaux, plus rarement chez eux.
Au début du XVIIe siècle apparaît la distillation simple, afin de diminuer les frais de transport et de stockage, car un alcool concentré, que l'on peut couper d'eau à l'arrivée, occupe moins de volume que le vin lui-même. Les premiers alambics sont installés en Charente par les Hollandais, appelés à cette époque pour canaliser le marais poitevin dans le cadre de sociétés par actions, après avoir déjà assuré l’exportation du sel. Les commerçants hollandais, comme Bonaventure Godet, font la renommée des crus de « Champagne » et des « Borderies », qu'ils transforment en « vin brûlé ». Pensant recréer le vin initial, les négociants hollandais boivent ce breuvage allongé d'eau et le stockent dans les différents ports où les mènent leurs importants réseaux commerciaux.
Au fil de la consommation de cette eau-de-vie, stockée parfois sur une longue période, on s'aperçoit qu'elle se bonifie en vieillissant dans des fûts de chêne (du Limousin) et qu'elle peut même se consommer pure. Les longs transports, au départ des ports de la côte atlantique, font découvrir à toute l'Europe le potentiel de cette boisson. Ce sont d'abord les négociants hollandais qui s'en chargent, mais le premier grand marché d'exportation sera le port de Londres, avec ses entrepôts, devenu la plaque tournante commerciale de l'Europe peu après 1700. La croissance économique et démographique anglaise, le développement de la Royal Navy lors de la révolution financière britannique, créent au même moment une pénurie d'alcools distillés à base de céréales et il faut trouver des produits de remplacement. Les Britanniques et les Hollandais installés à Londres lancent alors la double distillation, du type de celle utilisée pour le whisky irlandais.
Cette double distillation est vraiment utilisée à grande échelle à partir du siècle suivant, le XVIIIe, qui voit plusieurs riches commerçants venus d'outre-Manche fonder en Charente, à Cognac et Jarnac, des sociétés de négoce se spécialisant peu à peu dans la production et la vente de cognac : Martell créée par Jean Martell (1694-1753), Hennessy par Richard Hennessy, Delamain par James Delamain (1738-1800), puis Hine par Thomas Hine.
Vers la fin du XVIIIe siècle, le cognac fait partie des marchandises embarquées dans les navires négriers pour être échangées ensuite contre des esclaves en Afrique,.
À partir de la fin du XIXe siècle, les exportations en bouteille remplacent progressivement les exportations en fût. Dans les années 1950, les joueurs de jazz Herbie Hancock et Wayne Shorter forment le quintet VSOP en référence à l'appellation du cognac. En 1960, entre 60% et 70% des exportations de cognac sont en bouteille. La région charentaise produit alors 120 000 hectolitres de cognac par an. Dans les années 1970, les producteurs de cognac sont en situation de surstockage et doivent freiner la production. La production des eaux-de-vie se fait alors sans relations contractuelles, et les prix fluctuent au gré des récoltes. La société Rémy Martin crée la coopérative Champaco (devenue Alliance Fine Champagne en 2005) pour permettre aux producteurs de vendre leurs eaux-de-vie vieillies plutôt que fraîchement récoltées, permettant ainsi de mieux répartir les stocks, la prise de risque, et les bénéfices engendrés.
Dans les années 1980, des changements fiscaux aux États-Unis permettent une relance de la production, un pays où le cognac est de plus en plus perçu comme un alcool sophistiqué. Les États-Unis remplacent la Grande-Bretagne au titre de premier importateur de cognac. En 1987, Moët Hennessy fusionne avec Louis Vuitton, faisant d'une marque de cognac (Hennessy) le porte-drapeu du premier groupe de luxe mondial. En 1989/1990, la France bat son record d'exportation de cognac, avec 496 000 hectolitres d'alcool pur exportés. Le cognac représente alors 1/4 des exportations françaises de vin et alcool. Puis, dans les années 1990, la conjoncture économique provoque à nouveau un recul des expéditions, la France exportant alors 94% de son cognac produit. Les exportations en fût reprennent cependant de l'essor car de nombreux pays friands de cognac opèrent un monopole sur leur distribution d'alcool. L'Asie est le marché connaissant la plus forte croissance, et en 1990-91, le Japon devient le premier importateur de cognac, puis la crise économique en Asie provoque une chute de 20% des exportations sur la seule année 1997, et ce malgré une augmentation croissante des exportations vers les États-Unis (9,6%), des ventes en duty-free (40%), et une reprise de la consommation en France après quinze années de baisse. Les distillateurs de cognac réduisent leurs achats auprès des producteurs, et il est prévu d'arracher 12 000 hectares de vignes pour ajuster la production à la demande.
À partir du début des années 2000, la consommation repart. Les exportations vers le continent américain avalent 1/3 du cognac produit. Le cognac devient populaire dans la culture hip hop américaine. En 2002, le rappeur Busta Rhymes occupe le top 5 des singles américains avec le morceau Pass the Courvoisier, ce qui provoque une augmentation de 50 % des ventes aux États-Unis selon la marque. Dans l'argot de la culture hip hop, Hennessy devient Henny et cognac devient yak. En 2008, il est estimé que 60 % des consommateurs de bouteilles de cognac aux États-Unis sont des jeunes noir-américains. Le cahier des charges de l'appellation a été modifié en mars 2024 puis en février 2025.

## Appellations commerciales
Les principales appellations commerciales du cognac peuvent correspondre à des éléments de différentes natures, dont les suivantes sont normalisées et contrôlées par le Bureau national interprofessionnel du cognac (BNIC).
Pour les mentions de vieillissement, ce sont :
- *** ou VS (very special) : la plus jeune eau-de-vie de l'assemblage est âgée de deux ans au minimum ;
- VSOP (very superior old pale) : la plus jeune eau-de-vie de l'assemblage est âgée de quatre ans au minimum ;
- Napoléon, XO (extra old), extra ou hors d'âge : la plus jeune eau-de-vie de l'assemblage est âgée de dix ans minimum, depuis 2018 (six ans minimum précédemment).
- XXO (Extra Extra Old) : la plus jeune eau-de-vie est âgée de 14 ans au minimum, appellation ajoutée en 2018[23].

Néanmoins, les producteurs proposent généralement des cognacs plus âgés. Dans ces cas, les dénominations commerciales ne sont pas normalisées. Par ailleurs, les millésimes ne sont pas reconnus en tant que tels, du fait que les eaux-de-vie commercialisées sont, dans la grosse majorité des cas, le fruit d'assemblages. D'ailleurs le cognac, comme le bordeaux rouge, est un art d'assemblage.
La mention fine est facultative mais ne peut être apposée que pour les « eaux-de-vie d'appellation d'origine contrôlée d'origine viticole ».
Le cru ne peut être mentionné que si toutes les eaux-de-vie qui constituent l'assemblage proviennent de ce cru.
L'appellation fine Champagne contrôlée signifie un cognac venant exclusivement de Grande Champagne (minimum 50 %) et de Petite Champagne.

## Économie du cognac

### Viticulture

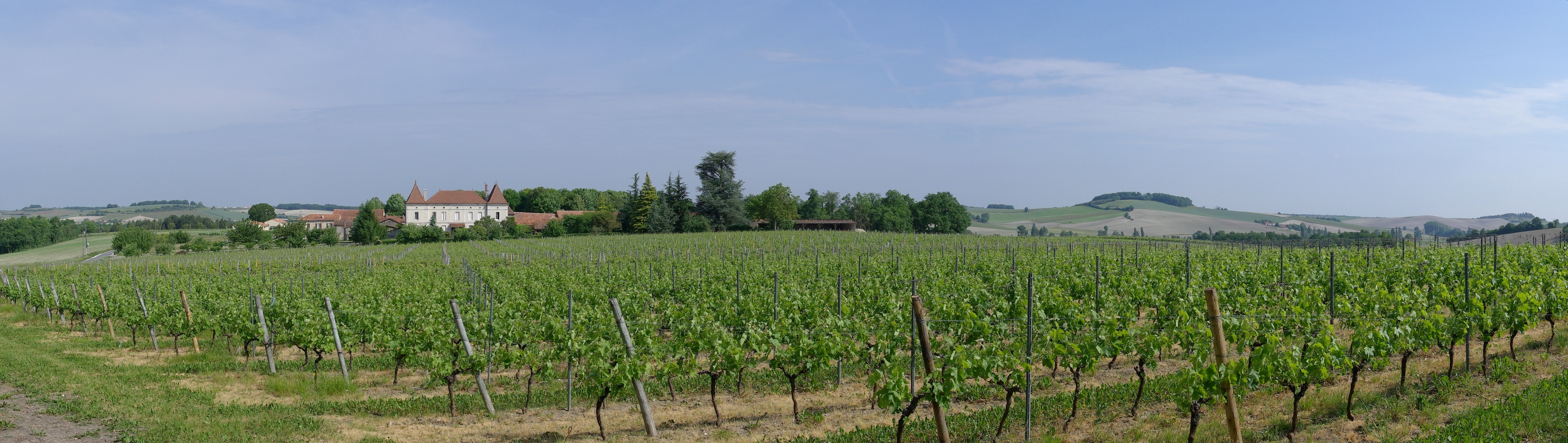
Domaine viticole près de Champagne-Vigny

Pour la campagne 2010/2011 (chiffres BNIC), pour 74 486 ha en production, il y a 4 953 exploitations agricoles. La superficie moyenne des exploitations de la région délimitée Cognac se situe à 15,19 hectares.
La répartition suivant les crus donne :
- 13 333 ha en Grande Champagne pour 585 exploitations ;
- 15 499 ha en Petite Champagne pour 954 exploitations ;
- 4 093 ha en borderies pour 164 exploitations ;
- 31 549 ha en fins bois pour 2 018 exploitations ;
- 9 017 ha en bons bois pour 981 exploitations ;
- plus que 995 ha pour 251 exploitations en bois ordinaires.

### Distillation
Depuis 2008, une « réserve climatique » a été créée. Il s'agit d'une eau-de-vie stockée sous cuve inerte et qui ne vieillit pas. Elle peut être utilisée uniquement en cas d'aléas climatiques lors des récoltes suivantes.
La distillation, pour la récolte 2010, a atteint le niveau de 714 928 hl AP (réserves comprises). Depuis 2010, une « réserve de gestion » a été créée. Il s'agit d'une eau-de-vie stockée sous bois et qui vieillit normalement. Elle n'est commercialisable qu'au moment de sa libération (passage en compte 4 pour 2010).
Fin juillet 2011, les stocks globaux de la région Cognac se situent à 3 537 169 hl d'AP. La répartition est la suivante :
- 71 % du côté du commerce ;
- 29 % du côté de la viticulture.

### Maisons de cognac
Les dix plus grosses maisons de cognac sont par ordre d'importance du chiffre d'affaires (données croisées décembre 2021 INSEE et RNCS) :
| Maison            | Actionnaire         | Ville            | Effectif | CA en M€ |
| ----------------- | ------------------- | ---------------- | -------- | -------- |
| Hennessy          | LVMH                | Cognac           | 1040     | 1458     |
| Martell           | Pernod Ricard       | Cognac           | 443      | 603      |
| Rémy Martin       | Rémy Cointreau      | Cognac           | 376      | 436      |
| Courvoisier       | Campari             | Jarnac           | 170      | 209      |
| Otard / D'usse    | Bacardi             | Cognac           | 48       | 65       |
| Camus             | Famille Camus       | Cognac           | 156      | 43       |
| Maison Villevert  | Famille Robicquet   | Merpins          | 86       | 5        |
| Louis Royer       | Terroirs Distillers | Jarnac           | 60       | 34       |
| Boinaud / De Luze | Famille Boinaud     | Angeac-Champagne | 145      | 30       |
| Larsen            | Anora Group         | Cognac           | 23       | 16       |

Sept maisons sur dix ont été intégrées dans des grands groupes et trois sont restées aux mains des familles des fondateurs.
Selon le Bureau national interprofessionnel du cognac, en janvier 2023, il existe 245 maisons de négoce de cognac.

### Production
Après avoir triplé entre 1960 et 1990, la production de cognac va décroître fortement à partir de 1990, subissant de plein fouet une surproduction et la crise dans certains pays asiatiques grands consommateurs (Chine, Japon, Corée du Sud, Thaïlande, Taïwan...), surtout des bouteilles les plus chères. On assistera alors à une politique d'arrachage des vignes pour réguler la production.
Depuis la fin des années 1990, le cognac regagne des marchés, notamment aux États-Unis avec la mouvance du phénomène rap et le succès de certains cocktails. En octobre 2007, la production annuelle (12 mois glissants) a atteint 163 millions de bouteilles.
Selon le Bureau National Interprofessionnel du Cognac, en janvier 2023, 3000 alambics sont en production, l'équivalent de 212,5 millions de bouteilles a été récolté en 2022, et 1,9 milliard de bouteilles sont en cours de vieillissement dans des fûts. À noter que sur la campagne 2021/2022, l'équivalent de 37,9 millions de bouteilles se sont évaporées (part des anges).

### Un marché d'export

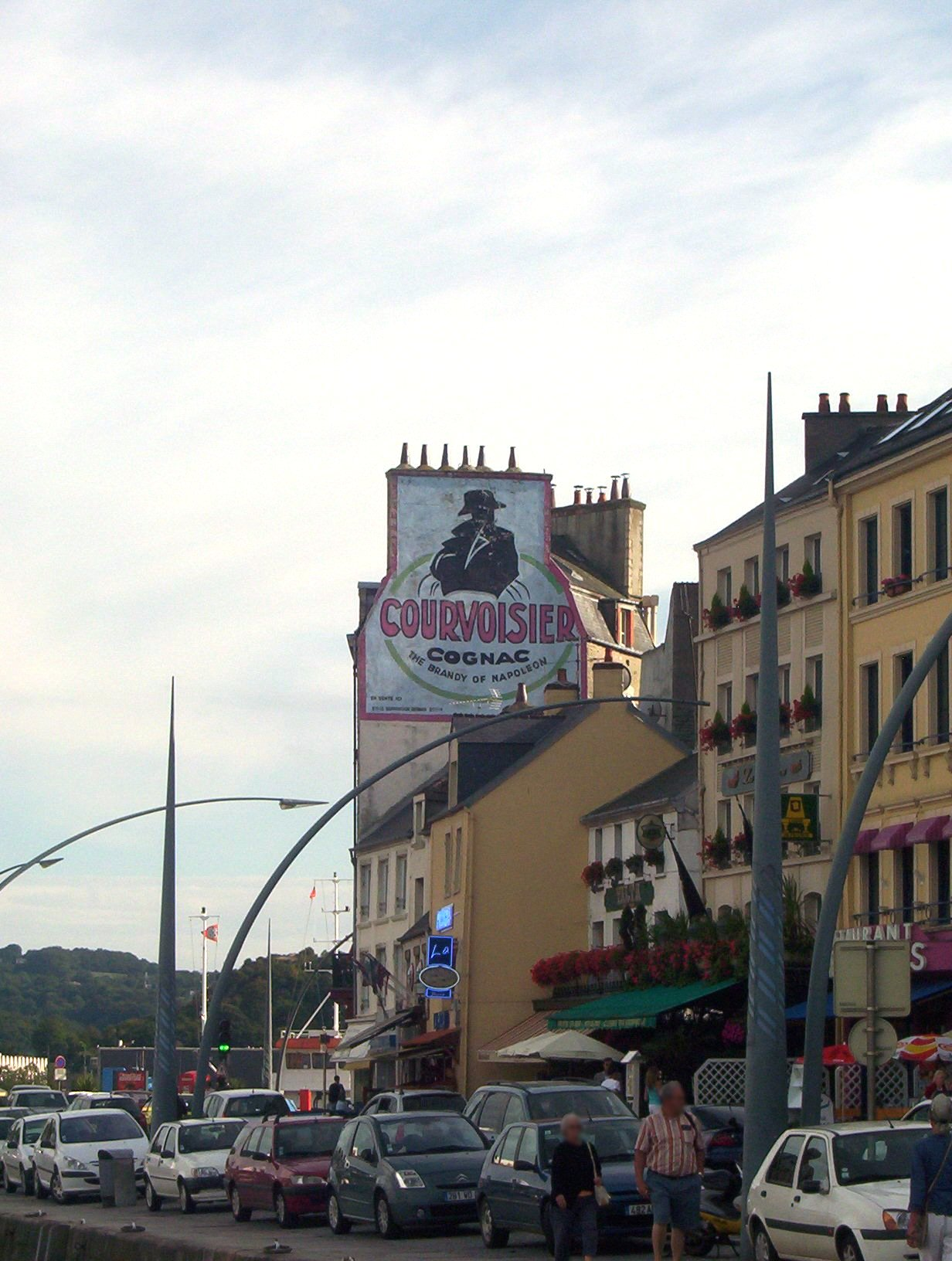
Une ancienne publicité pour Courvoisier à Cherbourg

Selon le BNIC, 98 % de la production est destinée à l'export et les parts de marché 2010-2011 par zones les plus significatives sont les suivantes :
- Amérique du Nord : 31 % avec les États-Unis comme marché no 1 ;
- Europe : 30 %, notamment le Royaume-Uni ;
- Extrême-Orient : 35 % principalement en Chine (26,2 millions de bouteilles sur l'exercice 2017 - 2018) et Singapour (26,6 millions de bouteilles)[27].

La France n'est que le sixième pays consommateur de cognac et représente une part de marché de 3,0 % avec 4,8 millions de bouteilles. Le cognac est souvent considéré comme une boisson de fin de repas. Certaines marques tentent depuis quelques années de développer une stratégie auprès du monde de la nuit et en particulier avec la mise en place d'un cocktail : le summit.
Au contraire, de nombreux autres marchés ont intégré de boire cet alcool coupé à l'eau, comme boisson de table, ou avec des sodas et glaçons, comme boisson festive. Aux États-Unis, Rémy Martin, Hennessy et les autres maisons de cognac rivalisent pour séduire la communauté noire américaine, qui se démarque ainsi des Blancs traditionnellement buveurs de whisky. Le cognac symbolise l'accès à un certain statut social et économique. Mais il ne faut pas exagérer cette dichotomie, le cognac bénéficie auprès des populations blanches, asiatiques ou hispaniques, du prestige des produits de luxe français. Enfin, son goût sucré, est plus facile d'accès et se marie bien avec l'eau gazeuse, à la différence de certains spiritueux.
En 2016, la filière franchit le cap des 170 millions de bouteilles expédiées par an (avec comme répartition dans les mentions de vieillissement de 83,9 millions de cols et 852,1 M€ de CA en VS, de 69,9 millions de bouteilles et 984,5 M€ en VSOP, de 17 millions de bouteilles et 775,1 M€ en XO) pour un chiffre d'affaires de 2,6 milliards d'euros.
Si la filière a souffert des mesures de confinement mises en place en 2020 dans plusieurs régions du monde (fermeture des bars, restaurants, discothèques…), les ventes de cognac ont rebondi en 2021 pour atteindre 3,6 milliards d’euros de septembre 2020 à septembre 2021 selon le BNIC. Les États-Unis et l’Asie demeurent les deux principaux marchés à l’export,.
Selon le Bureau National Interprofessionnel du Cognac, en janvier 2023, 97,2% du cognac produit est consommé hors de France, 212,5 millions de bouteilles sont exportées chaque année, ce qui génère un chiffre d'affaires total de 3,9 milliards d'euros.
En 2023, alors que la production de Cognac progresse à des niveaux records, l'exportation connaît une crise importante, avec des baisses de volumes marquées, -22% dans le monde et -45% aux USA.

### Autour du cognac
Dans la région de Cognac, l'activité économique est principalement centrée sur le cognac et ses fournitures connexes. Parmi les industries qui gravitent autour du cognac on peut citer :
- Des entreprises de fabrication et de ventes de machines agricoles, d'embouteillage, d'étiquetage, de chaînes de conditionnement.
- Des entreprises de service aux exploitations agricoles, de distribution de produits phytosanitaires et de fournitures pour chais.
- Des entreprises de fabrication d'alambics et de cuves.
- La tonnellerie.
- La verrerie : une usine de fabrication de bouteilles et de flacons du groupe Saint-Gobain est installée à Cognac.
- Le travail du liège pour les bouchons.
- Des entreprises de fabrication des capsules.
- La décoration du verre : satinage des bouteilles, pose et fabrication des cachets de cire et des galons.
- L'imprimerie pour les étiquettes et les documentations publicitaires.
- La cartonnerie et la fabrication d'emballages.
- Des entreprises de transport et de transit.

## Le cognac dans la culture populaire

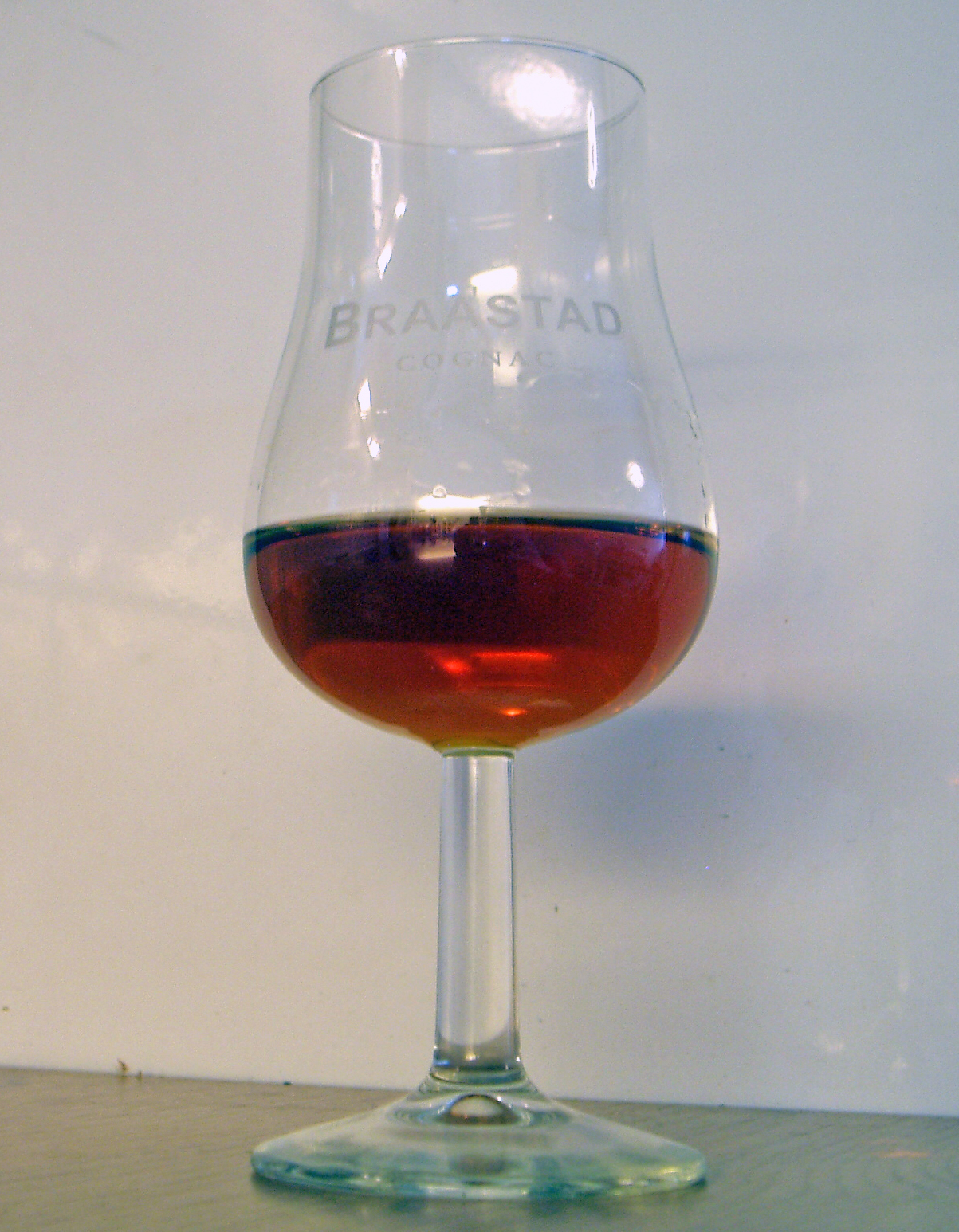
Verre tulipe contenant du cognac.

Avant la Seconde Guerre mondiale, le cognac était principalement consommé sous forme de « fine à l'eau », c'est-à-dire dilué avec de l'eau ; on le rencontre ainsi dans les enquêtes du commissaire Maigret. Cette pratique est aujourd'hui devenue confidentielle.[réf. nécessaire]
Exporté aux États-Unis dès le XVIIIe siècle, le cognac y a été particulièrement popularisé par les G.I. après la Seconde Guerre mondiale, et adopté par les communautés afro-américaines, par opposition au whisky, symbole de la boisson WASP. Il est devenu un véritable symbole dans la culture hip-hop américaine à la suite de son utilisation dans de nombreux clips de rap. Certains chanteurs en font même la publicité. Le cognac est appelé « yak » dans ces milieux.
Le cognac a aussi bénéficié de cette aura en Asie grâce à de nombreuses communautés présentes sur le sol américain, canadien ou britannique.[réf. nécessaire]
Il reste pourtant une boisson chère si on le compare à la vodka, au rhum ou au whisky.

## Utilisation et consommation du cognac
Traditionnellement consommé en digestif, le cognac s'apprécie aussi à l'apéritif où on le boit avec du tonic et un glaçon, cocktail popularisé par la maison Bisquit sous le nom de « surfer ».
Le cognac est un des deux ingrédients du pineau des Charentes (l'autre étant le moût de raisin provenant de la même exploitation), et entre pour moitié dans la liqueur Grand Marnier.
On fait des cocktails à base de cognac additionnés de liqueur de fruits (fruit de la passion, noix de coco…).
Un grand nombre de recettes de cuisine traditionnelle, de desserts ou de plats requièrent l'utilisation de cognac ; il est par exemple utilisé dans la sauce du steak au poivre.

## Production à l'étranger
Pendant la Première Guerre mondiale, la France s'endette auprès de l'Uruguay, notamment par l'achat de produits agricoles (bœuf, laine, bois, etc.). Incapable de rembourser sa dette directement, le gouvernement français fait livrer en 1946 des ceps d'ugni blanc, permettant la construction d'une cave et d'une distillerie à Juanicó, et fait apprendre aux Uruguayens à faire du vin et à le distiller en eau-de-vie. Depuis lors, l'Uruguay a produit des boissons distillées sous le nom coñac.
En 1979, la cave, précédemment détenue par l'Ancap (société d'État), est privatisée. Toutefois, le « cognac Juanicó » reste préparé et distribué par la firme Caba SA, détenue par Ancap. Selon l'entreprise, le développement suit les anciens procédés de distillation et de vieillissement en fûts de chêne du Limousin, à partir de ceps légitimes de folle blanche, de colombard et de saint-émilion (ugni blanc).